# Radjah radjah
El tarro rajá (Radjah radjah) es una especie de ave anseriforme de la familia Anatidae endémica de Australia.

## Subespecies
Se reconocen dos subespecies:
- Radjah radjah radjah (Lesson, 1828)
- Radjah radjah rufitergum (Hartert, 1905)